# 히카르두 캄푸스 다 코스타
히카르두 캄푸스 다 코스타 (Ricardo Campos da Costa, 1976년 6월 8일 ~ )는 흔히 히카르도(Ricardo)라는 이름으로 알려져 있는 브라질의 축구 선수로, 포지션은 미드필더이다.

## 클럽 경력
2000년 7월 쿠벡과 같이 안양 LG 치타스(현 FC 서울)에 영입되어 2000-2004년 대한민국 K리그 클럽인 안양 LG 치타스 / FC 서울, 2005년-2006년 성남 일화 천마, 2006년 부산 아이파크에서 활약하였다.